# Râul Veljul Pustei
Râul Veljul Pustei sau Râul Veljul Pusta este un curs de apă, afluent al râului Veljul Negreștilor. 

## Hărți
- Harta munții Apuseni